# Leviathan (Paul Auster)
Leviathan (engl. Originaltitel: Leviathan) ist ein Roman von Paul Auster aus dem Jahr 1992. Die deutsche Übersetzung von Werner Schmitz erschien 1994 im Rowohlt Verlag.

## Inhalt
Das Buch beginnt mit dem chronologischen Ende, dem mysteriösen Tod eines nicht identifizierten Mannes bei einer Explosion, in dem der Erzähler Peter Aaron aus in den Zeitungen berichteten Umständen seinen besten Freund Benjamin Sachs erkennt. In Rückblende berichtet Aaron dann weitgehend chronologisch die Geschichte von Sachs.
Aaron und Sachs, beide Schriftsteller, lernen sich kennen und werden schnell enge Freunde. Sachs scheint in vielem überlegen, ohne sich je dessen bewusst zu sein. Er schreibt mühelos ein riesiges Pensum von Artikeln und Essays von hoher Qualität, sein erster Roman Der neue Koloss kommt nicht schlecht beim Publikum an. Er verbiegt sich niemals bei seinen Aufträgen, Geld scheint ihm ohnehin gleichgültig, obwohl er nicht reich ist. Er hat eine wunderbare Frau, Fanny, mit der er schon lange eine tiefe Beziehung führt und die Aaron zufällig noch aus seiner eigenen College-Zeit kennt. Aaron war damals sogar in sie verliebt, hat sich ihr aber nie weiter nähern können. Sie war damals schon mit Sachs verheiratet, der aber saß wegen Kriegsdienstverweigerung im Gefängnis.
Peter Aaron selbst ist als Schriftsteller weniger erfolgreich und seine Beziehungen verlaufen ebenso. Zunächst heiratet er Delia, die ihn nach Jahren der Anbetung doch noch erhört hat. Sie bekommen ein Kind, David, haben Geldsorgen, streiten und trennen sich. Dann hat er eine kurze Affäre mit Sachs’ Frau Fanny, die ihren Mann aber auf keinen Fall verlassen will. Es folgt eine zweijährige Beziehung mit der schrägen Künstlerin Maria Turner, mit der er zwar das Bett teilen, sonst aber nicht einmal zu erkennen geben darf, dass er sie kennt, solange die Beziehung währt.
Dann lernt Aaron seine spätere zweite Frau Iris kennen, und während sich sein Leben auch sonst zum Besseren wendet, scheint das von Sachs auf unerklärliche Weise die entgegengesetzte Richtung einzuschlagen.
Zunächst stürzt Sachs bei einer Party aus dem vierten Stock, überlebt aber wie durch ein Wunder ohne bleibende Schäden, abgebremst durch einige Wäscheleinen und gepolstert durch die darauf hängende Wäsche. Trotzdem findet er danach nie wieder zu seinem alten Leben zurück. Er will ein neues Leben anfangen, rasiert sich den Bart, stutzt die Haare und trennt sich von seiner Frau, unter der depressiv verzerrten Fehleinschätzung, er sei ihrer nicht würdig.
Er zieht sich aus New York in eine Hütte auf dem Land in Vermont zurück und beginnt, einen neuen Roman zu schreiben, Leviathan. Er lebt sehr einsam und macht lange Waldspaziergänge. Bei einem verirrt er sich so sehr, dass er unter unangenehmsten Bedingungen im Freien übernachten muss und erst am Morgen eine Straße findet, auf der ihn ein Junge mit einem Lieferwagen mitnimmt und ihn auf einer Abkürzung über einen Waldweg sogar zu seinem Haus zurückbringen will. Dort steht ihnen ein Wagen im Weg, der Junge steigt hilfsbereit aus und überhört die Zurückweisung eines Mannes, der dann auf ihn schießt. Sachs stürzt mit dem Baseballschläger des Jungen aus dem Lieferwagen und schlägt im gleichen Moment auf den Kopf des Mannes, in dem dieser den tödlichen Kopfschuss auf den Jungen abgibt. Sachs steht mit zwei Leichen im Wald. Ratlos, wie er diese Umstände je der Polizei erklären soll, verwischt er seine eigenen Spuren und flüchtet mit dem Wagen des Unbekannten.
In dem Wagen findet er Utensilien zum Bombenbau, große Mengen Bargeld und den Pass des Toten. Er fährt nach New York zu seiner Exfrau Fanny, die er mitten in der Nacht unbeabsichtigt mit ihrem neuen Freund im Bett überrascht, versucht Aaron anzurufen, der aber gerade schon von Fanny angerufen wird, und fährt schließlich zu Maria, mit der ihn seit dem Sturz eine Freundschaft verbindet. Er erzählt Maria die ganze Geschichte und zeigt ihr schließlich auch den Pass. Maria erkennt den Mann ihrer besten Freundin Lillian Stern, Reed Dimaggio.
Sachs fährt zum Haus von Lillian Stern in Berkeley und versucht dort (mit dem Geld aus dem Auto und mit persönlichem Einsatz) die Schuld, die er empfindet, abzutragen. Lillian ist zunächst sehr verwirrt, sowohl von Sachs, als auch von seiner irrsinnigen Geschichte, lässt ihn dann aber doch ins Haus. Lillian ist nur wenig zu Hause und spricht kaum ein Wort mit Sachs, der sich in der Folge um ihren chaotischen Haushalt und ihre vernachlässigte Tochter Maria kümmert. Unerwartet erklärt Lillian dann Sachs ihre Liebe, und die beiden erleben mehrere Wochen wie auf Wolken, während das Kind Maria, maßlos enttäuscht über den Verlust ihres eben neugewonnenen Stiefvaters, unerträglich eifersüchtig wird. Bald zerbricht die Beziehung an diesen Spannungen.
Sachs steht einsamer da als je zuvor und entschließt sich, statt seine Sühne durch Wohltaten an Lillian Stern zu vollziehen, das Werk Dimaggios fortzusetzen. Dieser scheint eine Art anarchistischer Öko-Terrorist gewesen zu sein, wie Sachs zuletzt im Arbeitszimmer in Lillians Wohnung feststellt. Sachs beginnt, im ganzen Land Nachbildungen der Freiheitsstatue zu sprengen, mit der er zudem auch schlechte Kindheitserinnerungen verbindet. Er achtet sorgsam darauf, dass nie jemand zu Schaden kommt, und gibt in anonymen Anrufen moralische Kommentare zu seinem Tun bei Zeitungen ab.
Zuletzt trifft Sachs doch noch einmal auf Aaron in der Hütte in Vermont. Dieser ist vollkommen überrascht, da er ihn schon lange tot geglaubt hat. Nachts bricht Sachs auf und hinterlässt nur einen kurzen Abschiedsgruß auf einem Zettel. Einige Monate später ist er tot.

## Hörspielbearbeitung
Im Jahr 2004 produzierte der WDR eine zweiteilige Hörspielfassung des Romans. Die Übersetzung stammte von Werner Schmitz. Die Hörspielfassung erstellte Andreas Westphalen. Die Musik komponierte Wolfgang Hamm. Die Regie führte Martin Zylka.
Zu den Sprechern gehörten u. a.: Ulrich Matthes (Peter/Erzähler), Udo Schenk (Sachs), Martina Gedeck (Fanny), Leslie Malton (Maria) und Nina Hoss (Lillian).
Die gesamte Abspieldauer beträgt 107'40 Minuten.
- Veröffentlichung: CD-Edition: Der Audio Verlag 2005.[1]